# ماهر عامر
ماهر عامر هو لاعب كرة قدم تونسي في مركز الهجوم، ولد في 7 فبراير 1987 في مدينة تونس في تونس. لعب مع الترجي الرياضي الجرجيسي والنادي الإفريقي.

## وصلات خارجية
- ماهر عامر على موقع قاعدة بيانات كرة القدم.إي يو (الإنجليزية)